# Maywood (Nebraska)
Maywood je selo u američkoj saveznoj državi Nebraska. Prema popisu stanovništva iz 2010. u njemu je živjelo 261 stanovnika.